# Апостольский нунций в Азербайджане
Апостольский нунций в Азербайджанской Республике — дипломатический представитель Святого Престола в Азербайджане. Данный дипломатический пост занимает церковно-дипломатический представитель Ватикана в ранге посла. Апостольская нунциатура в Азербайджане была учреждена на постоянной основе 24 мая 1992 года.
В настоящее время Апостольским нунцием в Азербайджане является архиепископ Марек Сольчинский, назначенный Папой Франциском 15 февраля 2022 года.

## История
Апостольская нунциатура в Азербайджане была учреждена на постоянной основе 24 мая 1992 года, бреве «Inter varia negotia» папы римского Иоанна Павла II. Однако апостольский нунций не имеет официальной резиденции в Азербайджане, в его столице Баку и является апостольским нунцием по совместительству, эпизодически навещая страну. До апреля 2018 года, резиденцией апостольского нунция в Азербайджане являлся Тбилиси — столица Грузии. С апреля 2018 года резиденцией апостольского нунция в Азербайджане является Анкара — столица Турции. 

## Апостольские нунции в Азербайджане
- Жан-Поль-Эме Гобель — (7 декабря 1993 — 6 декабря 1997 — назначен апостольским нунцием в Гвинее-Бисау, Кабо-Верде, Мали, Сенегале и апостольским делегатом в Мавритании);
- Петер Штефан Цурбригген — (13 июня 1998 — 25 октября 2001 — назначен апостольским нунцием в Латвии, Литве и Эстонии);
- Клаудио Гуджеротти — (7 декабря 2001 — 15 июля 2011 — назначен апостольским нунцием в Белоруссии);
- Марек Сольчинский — (14 апреля 2012 — 25 апреля 2017 — назначен апостольским нунцием в Танзании);
- Пол Фицпатрик Расселл — (7 апреля 2018 — 2 февраля 2022);
- Марек Сольчинский — (15 февраля 2022 — по настоящее время).